# Martín Benito Noel
Martín Benito Noel (Madrid, 13 de diciembre de 1929 - Buenos Aires, 25 de marzo de 2000) fue un abogado, empresario industrial y dirigente deportivo argentino nacido en España que se desempeñó como presidente del Club Atlético Boca Juniors entre 1981 y 1983.
Fue también representante de Argentina ante el comité organizador de la Copa Mundial de Fútbol de 1974 en Alemania y vicepresidente de la comisión organizadora de la Copa Mundial de Fútbol de 1978 en Argentina. Representó a su vez a la Asociación del Fútbol Argentino ante la FIFA.
Tenía orígenes vascos. Sus padres fueron Martín Carlos Noel y Elena Necol. Tuvo seis hijos con su esposa Graciela Alric.
Estudió en la Facultad de Derecho de la Universidad de Buenos Aires entre 1946 y 1954.
Bajo su gestión llegó Diego Armando Maradona a Boca procedente de Argentinos Juniors y se obtuvo el Campeonato Metropolitano 1981 con Maradona como actor principal. Disfrutó desde el palco, entre otros, a jugadores de la talla de Maradona (hizo 17 goles en ese certamen), Miguel Ángel Brindisi, Oscar Ruggeri y Hugo Gatti.
Asimismo, Boca ganó un cuadrangular en Costa de Marfil y se realizó, antes de su pase al Barcelona FC, una gira de despedida de Maradona por cinco países, entre los que se encontraba Japón, de la cual el equipo regresó invicto.

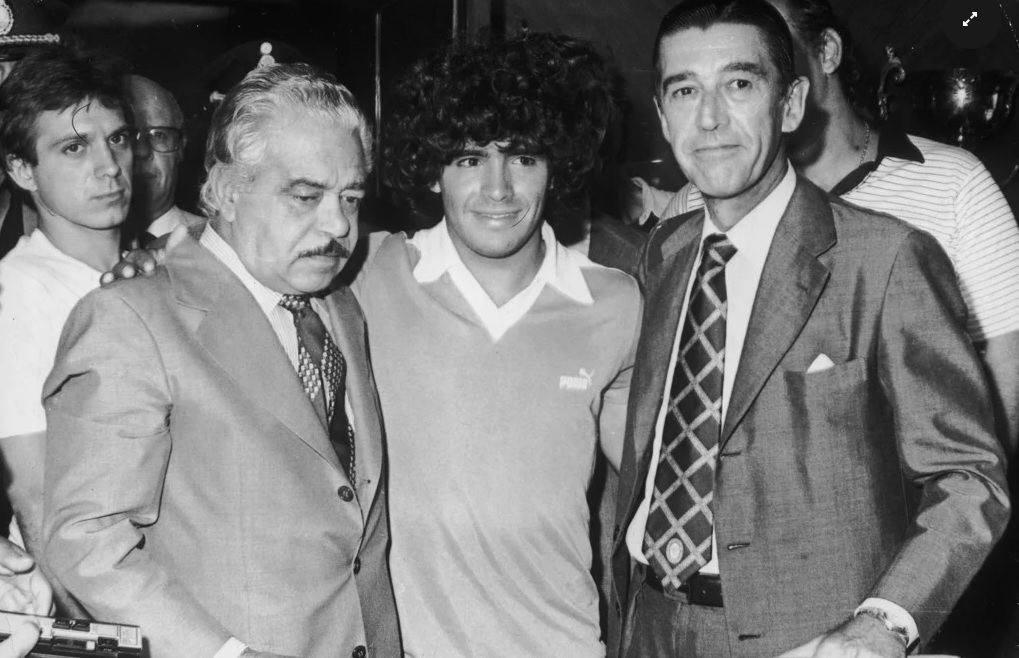
Viernes 20 de febrero de 1981. Próspero Cónsoli (presidente de Argentinos Juniors), Diego Maradona y Martín Noel en la firma del pase de Diego a Boca.

En 1982, durante la Guerra de Malvinas, se llegó a plantear que Boca y River disputaran un encuentro en las  islas. Los presidentes de ambos clubes estuvieron de acuerdo. Noel dijo al respecto: Creo que es un deber patriótico, de los dirigentes, el de alegrar a nuestros muchachos en las islas. El partido no llegó a disputarse.
En 1983 se clausuró La Bombonera por deficiencias estructurales. El mismo año, se acuerda con el primer patrocinador de la historia de la camiseta de Boca: Vinos Maravilla.
Fue también director y subgerente general de la compañía de alimentos Noel y Cía. Ltda., presidente de la Asociación de Fabricantes de Dulces, Conservas y Afines, así como de la Federación de Productos Alimenticios y, asimismo, secretario de la junta de la Unión Industrial Argentina (UIA) y vicepresidente de la Cámara Argentina de Sociedades Anónimas.
Falleció a los 70 años en Buenos Aires tras una larga enfermedad, el 25 de marzo de 2000. Sus restos fueron velados en su domicilio en el barrio de Caballito.